# سن‌استفان سبز

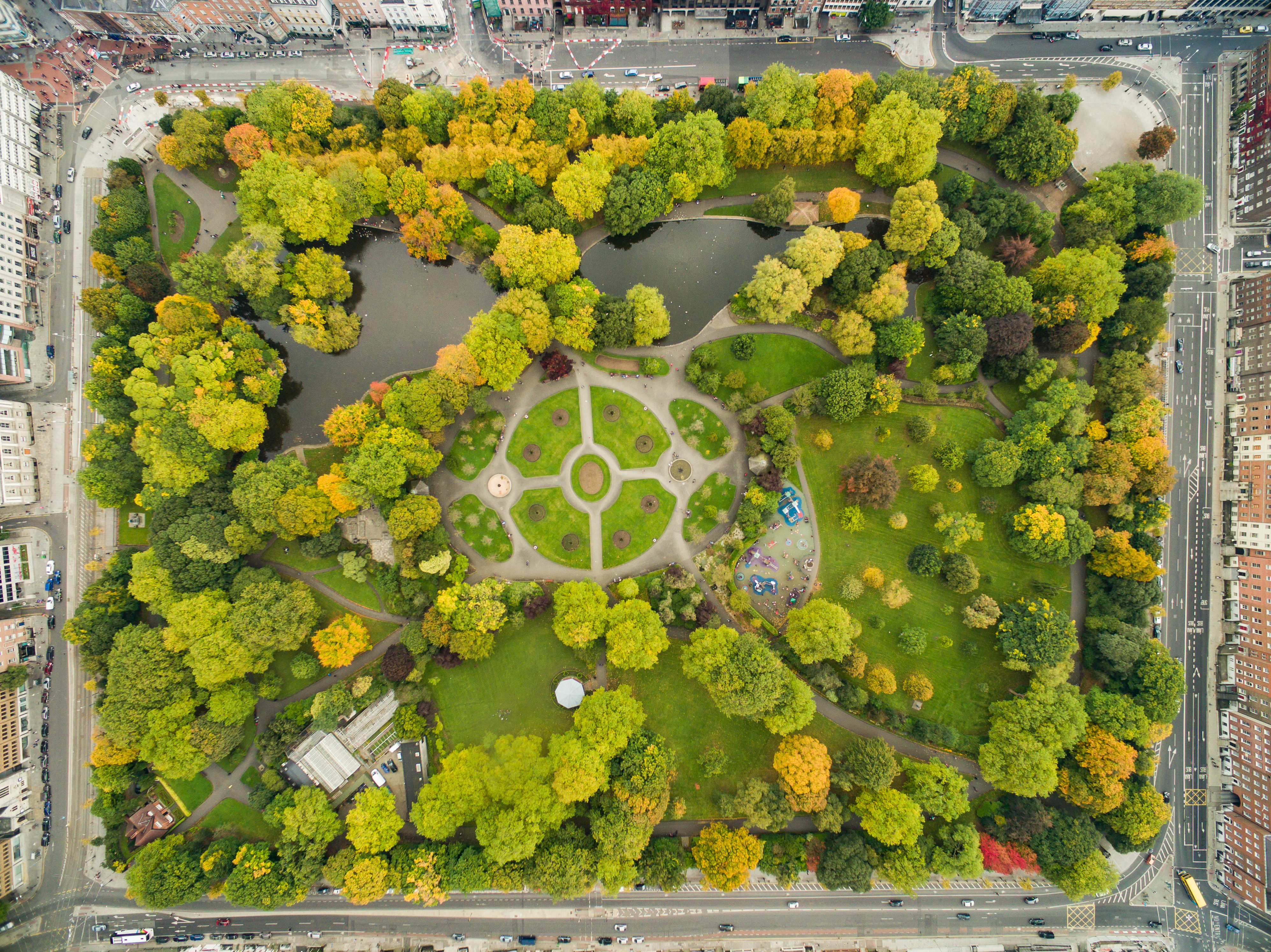
نمای هوایی از پارک شهری سَن‌اِستفانِ سبز در دورهٔ گرمای پاییزه.

سَن‌اِستفانِ سبز (به انگلیسی: St Stephen's Green) یک پارک شهری در مرکز شهر دوبلین، ایرلند است. این پارک در سال ۱۶۶۴ میلادی و در مساحتی به وسعت ۹ هکتار تأسیس شد. پارک سَن‌اِستفانِ سبز از اماکن دیدنی دوبلین محسوب می‌شود.

## نگارخانه

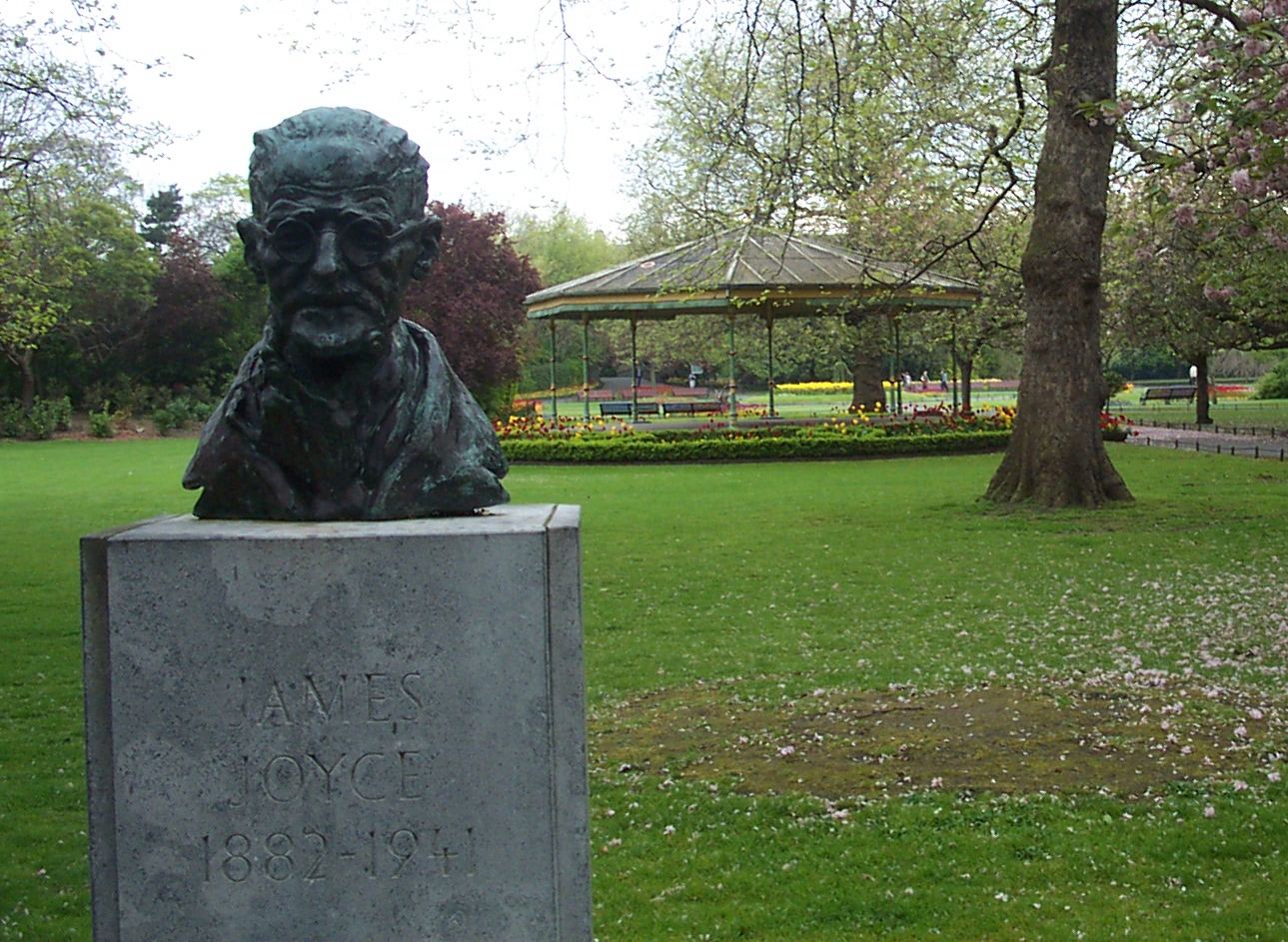
مجسمه نیم‌تنهٔ جیمز جویس در سَن‌اِستفانِ سبز
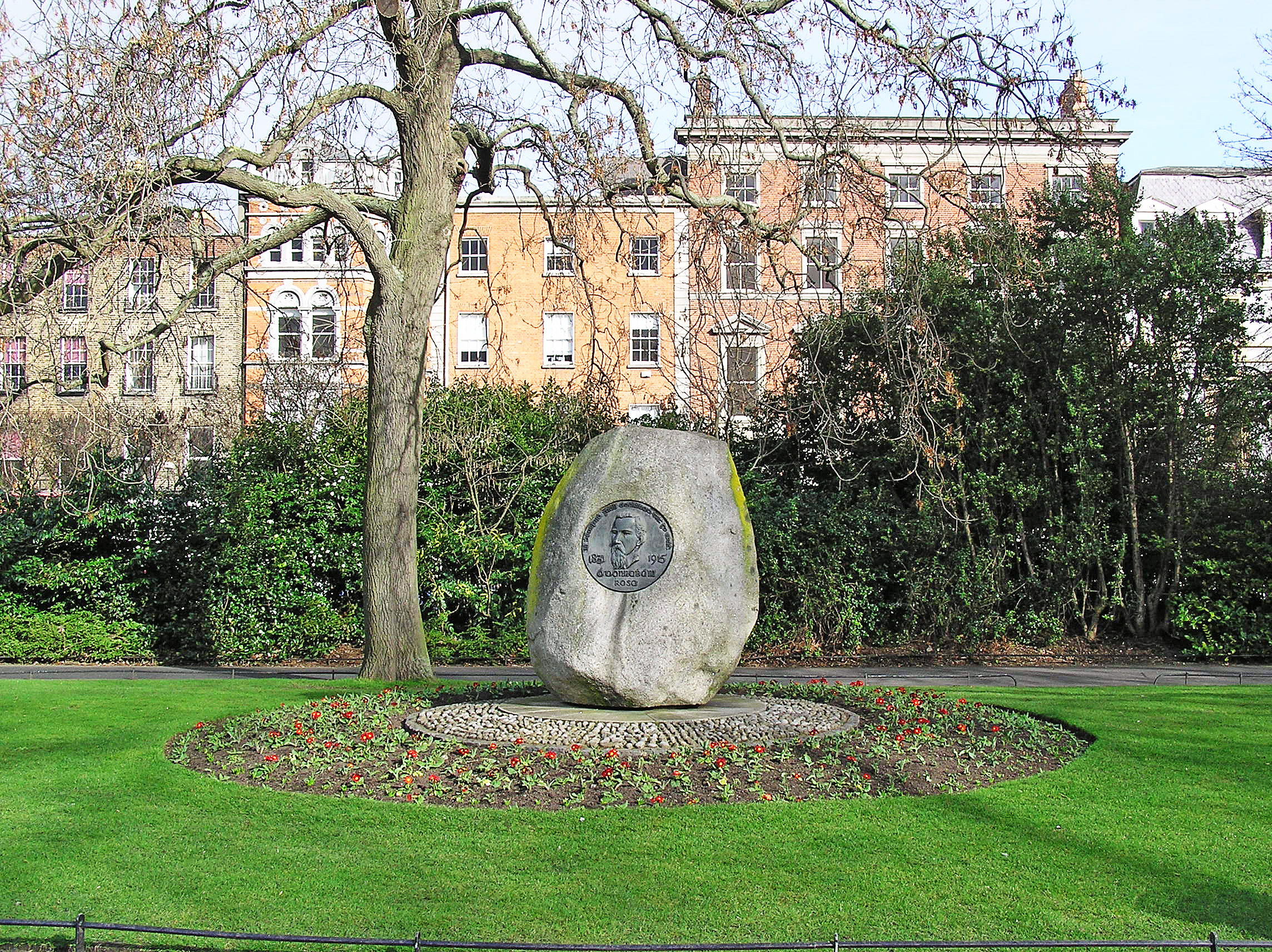
سنگ یادبود جرمایا اوداون روسا
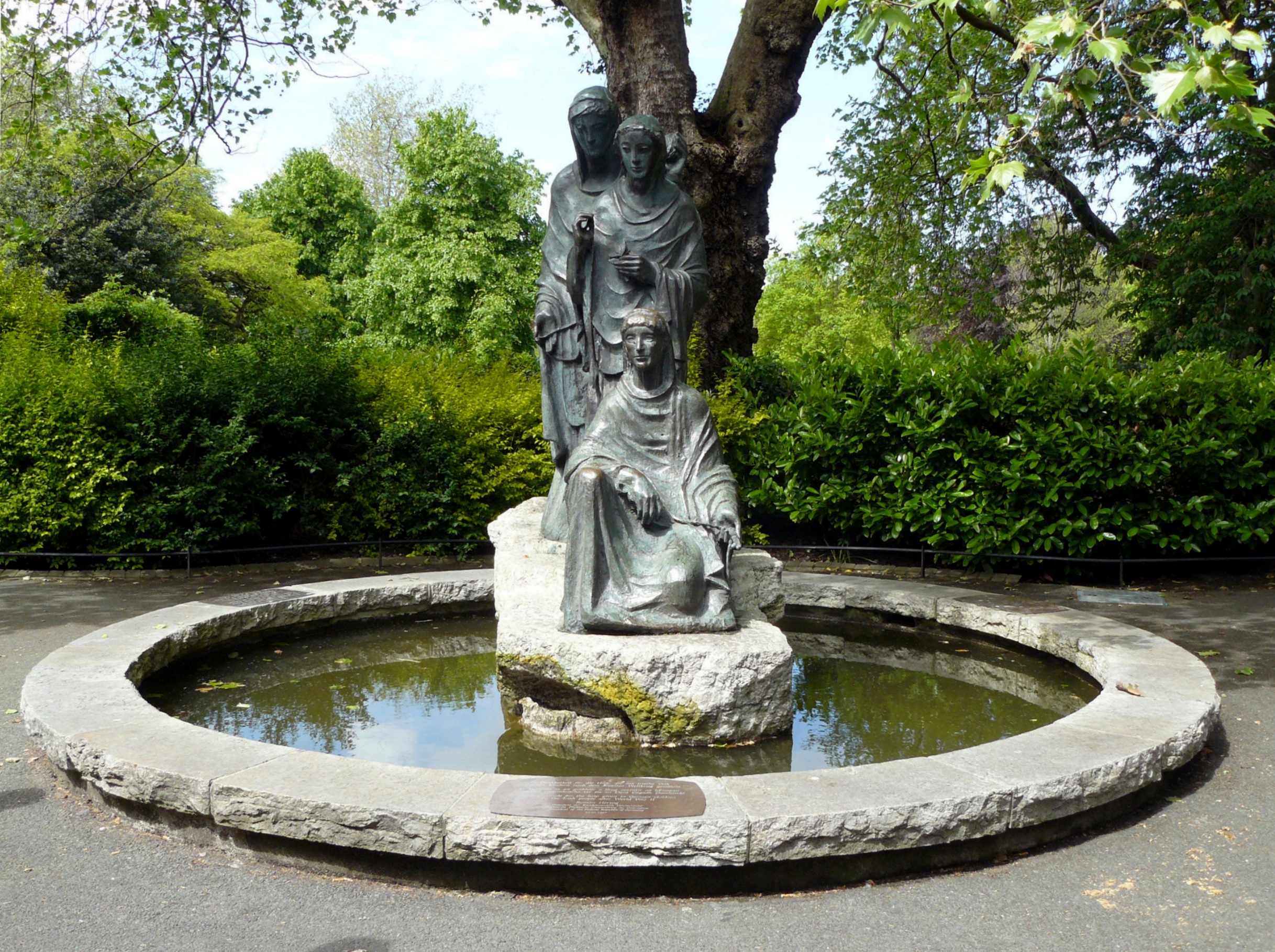
حوض خواهرانِ نورن